# Guerneville
Guerneville è una città census-designated place nella Contea di Sonoma, California, USA.
Secondo il censimento del 2000, la sua popolazione ammontava a 2.441. Guerneville è una località turistica privilegiata per le famiglie ed è anche un luogo prescelto dalla comunità gay di San Francisco e dagli ex hippy degli anni 70, è anche famosa per i campeggi e gli alberghi che guardano sulla Russian River Valley.
È stata fondata dalla famiglia Guerne nel 1850.

## Storia
Guerneville fu costruita adiacente al Russian River. I Redwoods crescevano con un tale vigore che già un centinaio di anni fa la valle possedeva la più vasta densità di biomassa degli stessi nell'intero pianeta. Gli indiani americani locali, i Pomo usavano questa area come accampamento estivo e la chiamarono "Ceola" che significa "luogo ombreggiato". Eccetto per alcuni davvero antichi alberi che sono preservati nella Fife Creek watershed, che si trova al centro dell'Armstrong Woods Park, molti di questi alberi risalgono al 1800, ad essi è dovuto il primo nome della città "Stumptown." La fiera annuale ancora commemora questo vecchio nome infatti tale fiera è conosciuta con il nome di "Stumptown Days." 
L'attuale nome Guerneville fu dato in onore dell'immigrato svizzero George Guerne, un commerciante locale del 1800 che possedeva le segherie cittadine. La foresta che circonda la città ha meno di 200 anni, molte piante infatti furono tagliate per lasciare spazio alle costruzioni di edilizia abitativa nel corso dal 1800 in poi.
L'area divenne popolare grazie al turismo da San Francisco iniziato verso la fine dell'800. La Northwestern Pacific Railroad collegò la città alla Marin County, poco a nord di San Francisco alla foce della Baia di San Francisco. Anche dopo la dismissione del treno alla fine degli anni 30, l'area restò popolare per i vacanzieri che iniziarono a raggiungerla in auto fin dai primi anni 50. 
Un cinema teatro locale, the River, fu costruito vicino alla spiaggia e faceva doppi spettacoli nel periodo 1950-1960. L'avvento dei voli economici negli anni 60 segnò un periodo di declino per molte delle vecchie attività turistiche. Le tracimazioni invernali del Russian River del 1964 causarono un ulteriore declino degli affari. 
Molte abitazioni che erano usate solamente per il periodo estivo iniziarono ad essere usate nel corso dell'intero anno da proprietari a basso reddito, e l'uso di droghe illegali e la criminalità divennero prevalenti nella zona.
Tuttavia una sorta di rinascimento avvenne nel corso degli anni 70 quando un cospicuo numero di gay e lesbiche da San Francisco cominciarono a preferire questa città come principale centro per trascorrere i fine settimana. Molti negozi cominciarono a trovare uno sbocco economico rilevante e gli affari nella città ricominciarono a prosperare.
La moderna Guerneville continua a emanare il fascino di una piccola città, a partire dalla sua piazza nel centro con i tavoli fissi per il gioco degli scacchi, i piccoli negozi sulla strada principale e la spiaggia pubblica che dal cuore della città segue il Russian River, i turisti e i residenti la usano per praticare la pesca, per nuotare, per andare in canoa, e per prendere il sole. Come nel passato le spiagge sono libere, il parcheggio è libero, si possono noleggiare le canoe, le sdraio e gli ombrelloni e ci si può rifocillare presso i numerosi stand che offrono vari tipi di cibo e bevande in vendita ai bagnanti.

## La comunità LGBT
La città è un posto privilegiato di vacanza per la comunità LGBT della Francisco Bay Area e dintorni, e ospita un annuale incontro Lazy Bear Weekend tra la fine di luglio ed i primi di agosto, ed un Polar Bear Weekend, alla metà di gennaio: si tengono anche eventi per sostenere la comunità LGBT organizzati dai Gay Bear.
Guerneville è anche sede del gruppo lesbico Russian River Sisters of Perpetual Indulgence, appartenenti alle Sisters of Perpetual Indulgence, le quali organizzano diversi eventi in riva al Russian River, tra gli altri i bingo games.
A Guerneville vi sono diversi LGBT-friendly club e bar, come il Rainbow Cattle Company ed il Russian River Resort. Seth Montfort, compositore e pianista classico suona spesso con la "The Mortuary Orchestra of Guerneville" (la ex San Francisco Concerto Orchestra) al "Music Inside Out & Center".

## Politica locale
La città è considerata libertaria, così come la maggior parte della Contea di Sonoma.
Lo sviluppo nella città di Guerneville ha costituito una questione controversa. Questa città periferica fu dichiarata sottosviluppata dai Supervisori della Contea i quali proposero alcuni cambiamenti. 
Però sia qui che nella vicina città di Monte Rio un vasto progetto di fognatura e acquedotto viene osteggiato da molti, poiché si crede che i due progetti siano correlati e che entrambi possano causare danni all'ambiente.

## Nei media
Il vecchio ponte di Guerneville metal truss bridge può essere visto dal ponte di recente costruzione, esso apparve nel film Mumford come luogo in cui la gente poteva passeggiare e parlare circondata da scenari idilliaci. 
A Guerneville ha sede la stazione radio KGGVFM 95.1 The Bridge, (www.kggvfm.org) una stazione radio non-profit, commercial-free, al servizio della comunità che presenta una gran varietà di programmi prodotti localmente e ha live streaming sul web.
L'area del Russian River a volte appare nei telegiornali locali e nazionali a causa delle frequenti alluvioni che fanno tracimare il fiume, la peggiore di queste alluvioni fu quella del 1986. I residenti considerano le alluvioni come un prezzo da pagare per poter vivere in un posto così bello. 
Molte delle case sono costruite pertanto con fondamenta alte, grazie alle disposizioni della FEMA, le alluvioni non hanno più sulla popolazione quel grosso impatto che avevano in passato.
Inoltre gli effetti delle piene vengono mitigati dall'esteso bacino della Laguna de Santa Rosa.

## Geografia fisica

### Territorio
Guerneville si trova a ovest nella Sonoma County, lungo il Russian River sulla State Route 116, tra Monte Rio a ovest e Forestville a est.

### Clima

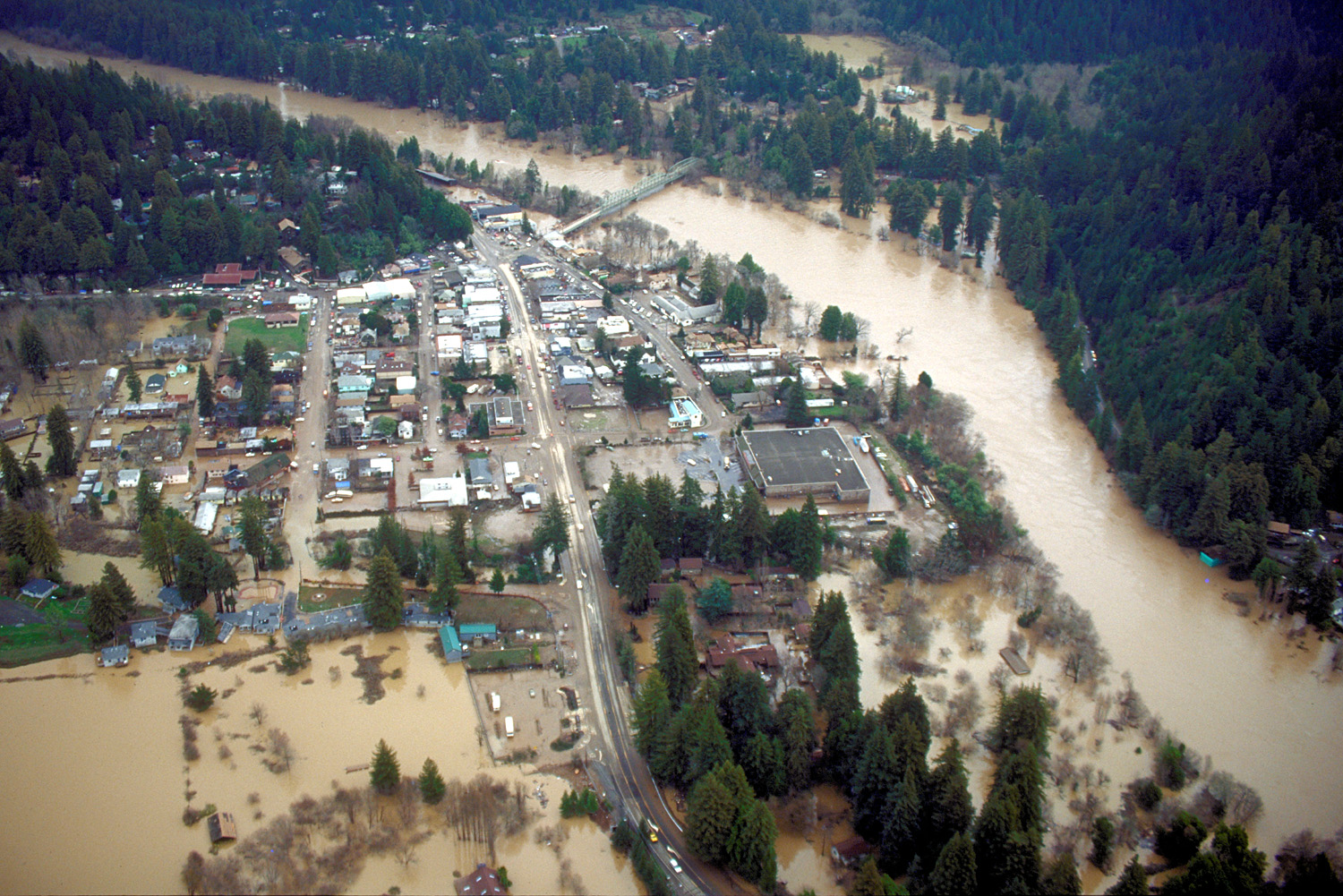
Veduta aerea di Guerneville durante una piena del Russian River.

Guerneville ha inverni freschi, molto umidi ed estati calde, relativamente secche. Sebbene le piogge siano rare nel corso dei mesi estivi, la nebbia spesso sale dal fiume provenendo dall'Oceano Pacifico, producendo così abbastanza condensazione da creare il "fog drip", ed è grazie a questa particolare condizione climatica che prosperano i grandi alberi redwoode altri tipi di vegetazione.
La National Weather Service riporta che Guerneville ha una precipitazione annuale pari a 1.248 mm. Le precipitazioni avvengono circa in un periodo di 73 giorni all'anno. L'anno più piovoso fu il 1970 con 1.783 mm ed il più secco il 1949 con 796 mm. La maggiore precipitazione mensile avvenne nel mese di gennaio del 1970. Il giorno più piovoso fu l'8 febbraio 1960.
Le temperature ufficiali della vicina città di Graton segnano a gennaio una media che va da 2,1 °C a 13,4 °C e in luglio una media che va da 9,1|°C fino a 28,6 °F. C'è una media di 28,7 giorni all'anno con temperature pari a 32 °C o più elevate e 44,7 giorni all'anno con temperature da 0 °C o inferiori. La temperatura più alta registrata fu 45 °C il 14 luglio del 1972, e il record di temperatura più bassa è stato di -10 °C il 22 dicembre 1990. Altre stazioni meteorologiche si trovano a Occidental, Cazadero, e Fort Ross.